# Не поглеждай сега
Не поглеждай сега (на английски: Don't Look Now) е името на британо-италиански филм на ужасите от 1973 г. В него участват Джули Кристи и Доналд Съдърланд, които играят съпруг и съпруга. Филмът е базиран на кратък разказ от Дафни дю Морие.

## Награди
- 1973 – приз на Британската академия за кино и телевизия (BAFTA, 1973) – оператор Антони Раймонд